# Pomoc (kolonia)
Pomoc – kolonia w Polsce położona w województwie pomorskim, w powiecie chojnickim, w gminie Chojnice.
Miejscowość położona na południowo-zachodnim krańcu Zaborskiego Parku Krajobrazowego, wchodzi w skład sołectwa Charzykowy.
Do 1954 roku w granicach miasta Chojnice.
W latach 1975–1998 miejscowość administracyjnie należała do województwa bydgoskiego.